# Lady in Black
Singles de Uriah Heep
Gypsy
(1970) Look at Yourself
(1971)
Lady in Black est une chanson du groupe de rock britannique Uriah Heep extraite de leur deuxième album studio, Salisbury, sorti en février 1971 sur le label Bronze Records.
La chanson n'est pas sortie en single au Royaume-Uni et aux États-Unis,. Cependant, en 1977 elle est sortie en single en Allemagne et a atteint la 5e place en Allemagne et la 6e place en Suisse.

## Composition et enregistrement
La chanson est écrite par Ken Hensley. L'enregistrement de Uriah Heep a été produit par Gerry Bron.
C'est Ken Hensley qui fait la voix principale.